# Kimboraga micromphala
Kimboraga micromphala é uma espécie de gastrópode, da família Camaenidae.
É endémica da Austrália.